# 南濃町立南濃高等学校
南濃町立南濃高等学校（なんのうちょうりつ　なんのうこうとうがっこう）とは、かつて岐阜県海津郡南濃町（現・海津市）にあった公立の定時制高等学校。

## 概要
- 生徒の殆どは新内外綿駒野工場（現・ナイガイテキスタイル）の従業員であった。校舎も新内外綿駒野工場に隣接していた。

## 沿革
- 1951年（昭和26年）
  - 1月 - 海津郡城山村に岐阜県立海津高等学校城山分校の設置を認可。
  - 4月1日 - 岐阜県立海津高等学校城山分校として開校。設置者は城山村で、岐阜県立海津高等学校城山村立城山分校とも称した。定員は普通科40人、家庭科80人。三部制授業（定時制）。新内外綿駒野工場及び城山中学校を仮校舎とする。
  - 6月10日 - 開校式。
- 1954年（昭和29年）
  - 6月1日 - 城山村が町制施行、城山町になる。
  - 11月5日 - 城山町、石津村、養老郡下多度村と合併し、南濃町となる。同時に設置者は南濃町となる。
- 1955年（昭和30年）9月 - 校舎を新築し移転。
- 1960年（昭和35年）6月 - 家庭科教室が完成。
- 1964年（昭和39年）
  - 4月 - 南濃町立南濃高等学校として独立する。
  - 10月 - 南校舎が完成。
- 1966年（昭和41年）3月 - 家庭科を家政科に改称する。
- 1967年（昭和42年）2月 - 体育館兼講堂が完成。
- 1979年（昭和54年） - 普通科・家政科の夜間募集を停止。二部制授業となる。
- 1987年（昭和62年）3月 - 廃校。